# Odiongán
Odiongán (tagalo: Bayan ng Odiongan) es un municipio de segunda clase en la provincia de Romblón, en Filipinas. Según el censo de 2015, tiene una población de 45.367 personas.
Es un importante puerto, centro comercial y el municipio más grande de Romblón en términos de población e ingresos.

## Historia

### Historia temprana
La leyenda dice que los habitantes encontraron un odiong (término local para "flecha") golpeado a un árbol; así, el lugar se llamaba Inodiongan, que significa "golpeado por una flecha", que luego se transformó en Odiongán.

### Periodo colonial español
Históricamente, Odiongán, como la mayoría de la isla Tablas, fue colonizada por las tribus migrantes Negrito y Mangyan desde la isla Panay hasta el sur y la isla Mindoro, respectivamente. Esto fue seguido en breve por colonos de habla onhan de Panay. Alrededor de 1810, un grupo de personas que hablaban bantoanon se establecieron en el área en busca de un lugar más adecuado para la agricultura. Sin embargo, el asentamiento fundado por estos Bantoanons fue destruido y saqueado por piratas musulmanes. En 1840, otro grupo diferente de Bantoanons hizo otro intento. Esta vez, construyeron un fuerte o cota que protegía el asentamiento de los ataques y las calamidades naturales. En 1855, el asentamiento fue designado oficialmente por las autoridades coloniales españolas como un pueblo o ciudad. Cuando estalló la Revolución Filipina en 1896, la ciudad se unió a la causa de los revolucionarios liderados por Tomás Fiedacán.

### Siglo XX
Durante el período colonial estadounidense en Filipinas, Odiongán enfrentó una serie de catástrofes: una epidemia de cólera en 1902 mató a gran parte de la población de la ciudad, un fuerte tifón azotó la ciudad en 1908 y la hambruna golpeó la ciudad en 1914. Sin embargo, la perseverancia y La determinación de la gente del pueblo llevó a la existencia continua de la ciudad.
En 1940, la ciudad se convirtió en la sede del municipio especial de Tablas, creado en virtud de la Ley de la Commonwealth No. 581 (autor del congresista Leonardo Festin), que cubría toda la isla. Permaneció así durante toda la ocupación japonesa de Filipinas desde 1941 hasta 1945. Durante ese tiempo, Odiongán fue elegido como la sede del movimiento de resistencia en la provincia, bajo el liderazgo del teniente coronel Enrique Jurado. El 4 de septiembre de 1943, un cañonero japonés bombardeó la ciudad para obligar a las guerrillas a salir de su escondite. Esto fue seguido al mes siguiente por un desembarco de las fuerzas japonesas de Panay, que masacró las diversas ciudades de Tablas, Romblon y Sibuyan, incluyendo Odiongán.
El 1 de octubre de 1946, el municipio especial de Tablas fue abolido por la Ley de la República N.º 38. Al año siguiente, Odiongán fue restaurado a su jurisdicción original como municipio en la provincia de Romblón.